# Unholy Grave
Unholy Grave is een grindcoreformatie uit Nagoya, Japan. De groep werd opgericht in 1993 en de naam is afkomstig van "Beyond the Unholy Grave" een nummer van de groep Death.
De band is muzikaal verwant met de Belgische band Agathocles: mid-tempo grindcore zonder veel complexiteiten wordt afgewisseld met hectisch aandoende tempowisselingen. De gebruikte vocalen wijken af van de typische grunt die het genre kenmerkt. Op vlak van songteksten worden sociale en maatschappelijke thema's aangesneden: terrorisme, oorlog, geweld, de doodstraf...
De discografie van de band is, in vergelijking met andere bands uit het genre, erg uitgebreid. Unholy Grave ondersteunt het DIY-gedachtegoed en werkt doorgaans met kleine, onafhankelijke labels.

## Huidige bezetting
- Takaho Komatsu (zang)
- Tee (gitaar)
- Yasutaka (basgitaar)
- Kazumi (drums)